# Jídelní příbor

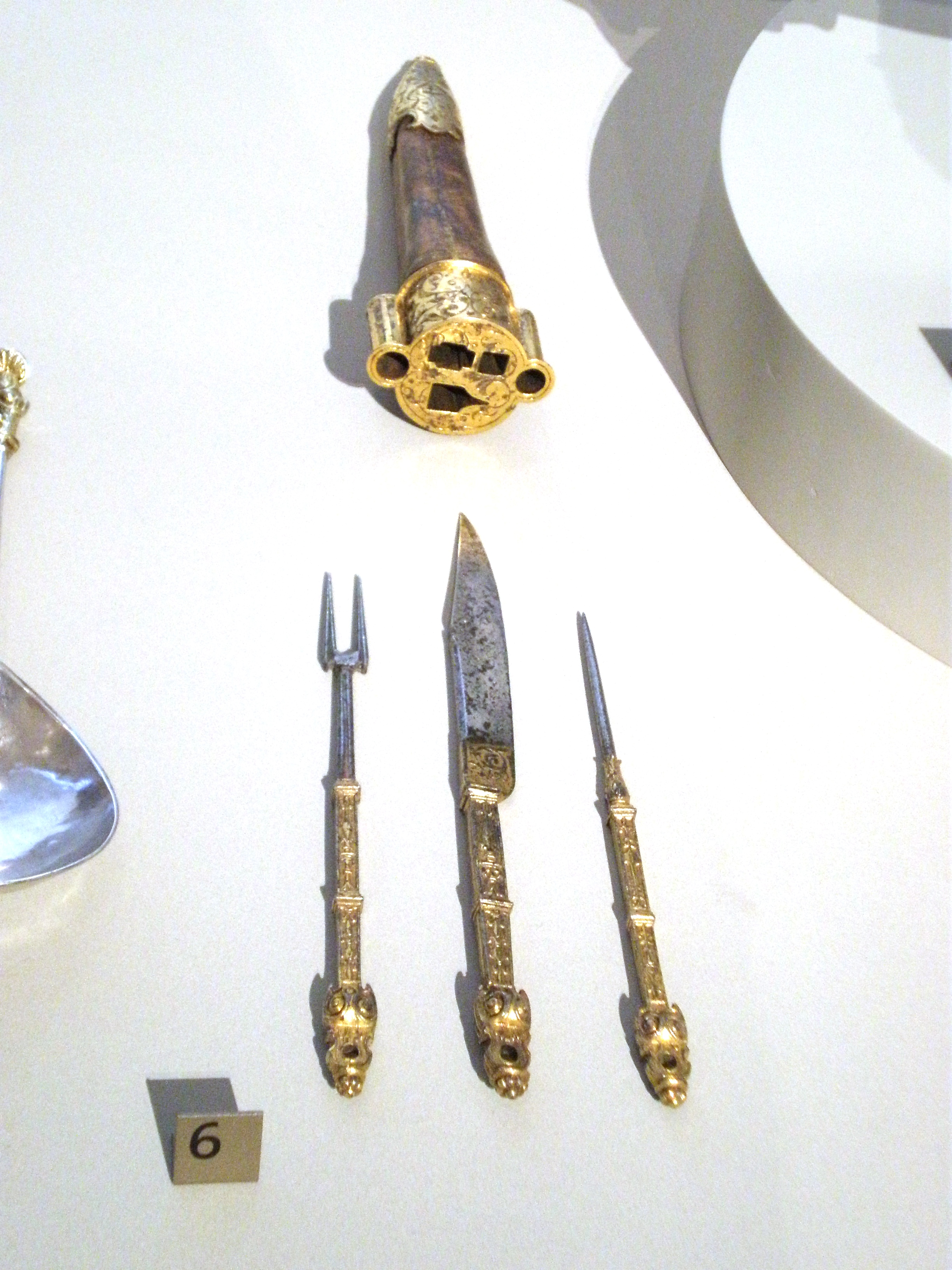
Renesanční cestovní příbor s pouzdrem, Francie, 16. století

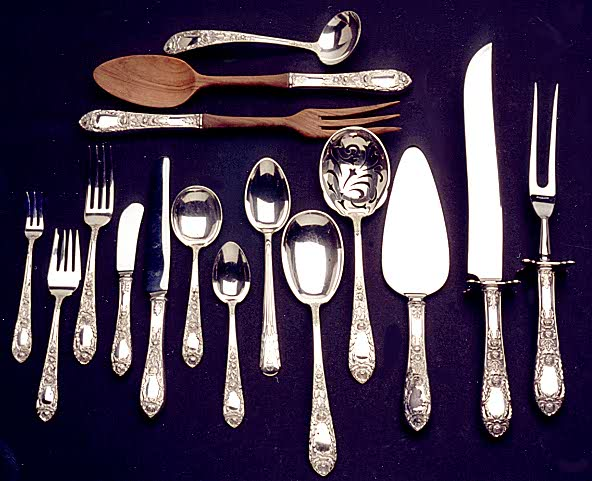
Luxusní stříbrný příbor z konce 19. století má dřevěný list na salát a lopatku na dort

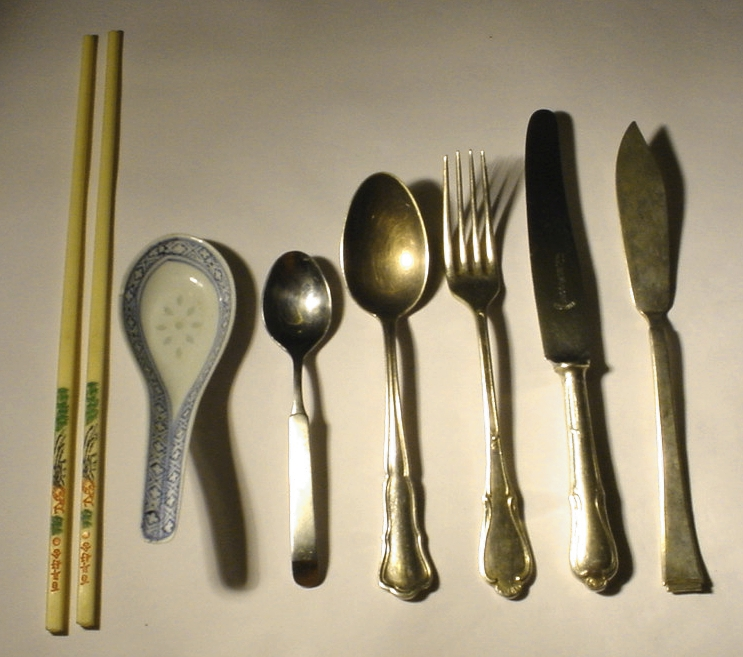
Zleva: čínské dřevěné hůlky, čínská lžíce z rýžového porcelánu, kávová lžička, polévková lžíce, vidlička, nůž, rybí nůž

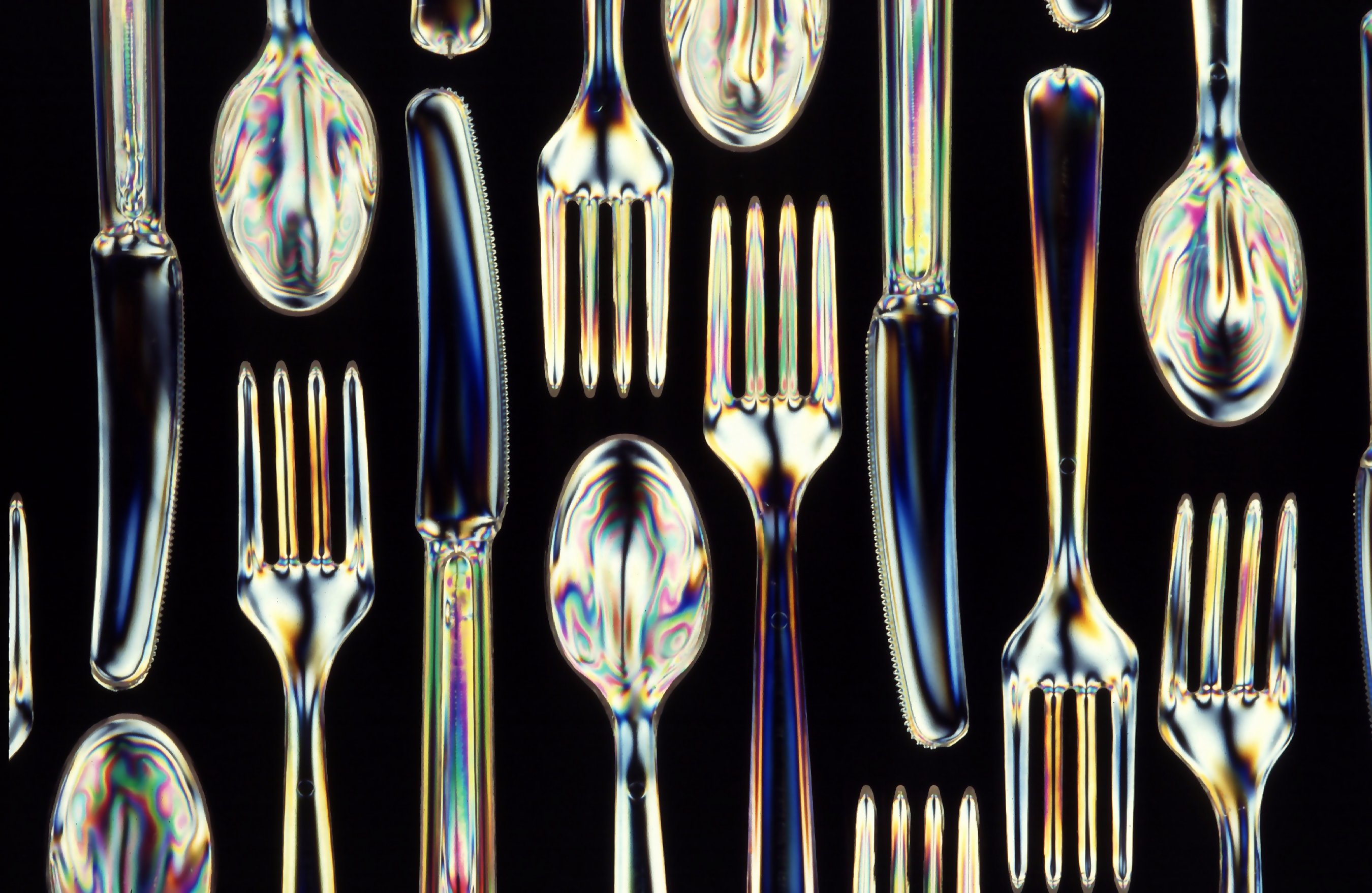
Moderní příbory z recyklovatelného plastu, povrchová úprava napodobuje kov, nože mají na čepeli pilku

Jídelní příbor, jiným termínem nazývaný stolní náčiní je sada nástrojů, které strávníci nebo i obsluhující personál používají při manipulaci s jídlem. Slouží k porcování a vkládání jídla do úst. Základními částmi příboru jsou lžíce, nůž a vidlička. Příbor může obsahovat i různé přídavné náčiní – různě tvarované nože, vidličky, kleště, otvíráky a páčidla. V asijském stolování a kuchyni jsou naopak běžné hůlky. Celkem se uvádí až 200 různých druhů náčiní.[zdroj?]

## Historie
První nože, lžíce a vidličky jsou zdokumentovány z mladšího pravěku. Užívaly se v době bronzové a železné, nikoli však současně. Nože z kovů se zprvu odlévaly vcelku i s rukojetí, železné čepele byly vykovány již s trnem k nasazení do dřevěné rukojeti. Ve starověku se jako hlavní jídelní nástroj lžíce, antické řecké a římské lžíce měly zajímavý design a mohl být ze stříbra. Variantně se s nimi k jídlu používal také nůž. Trojdílný příbor současného evropského typu se objevil během renesance v 16. století, běžně od konce 17. století.  Nůž v příboru míval broušenou zahrocenou čepel, teprve v 19. století se objevily nože s tupou zakulacenou čepelí.

### Materiály

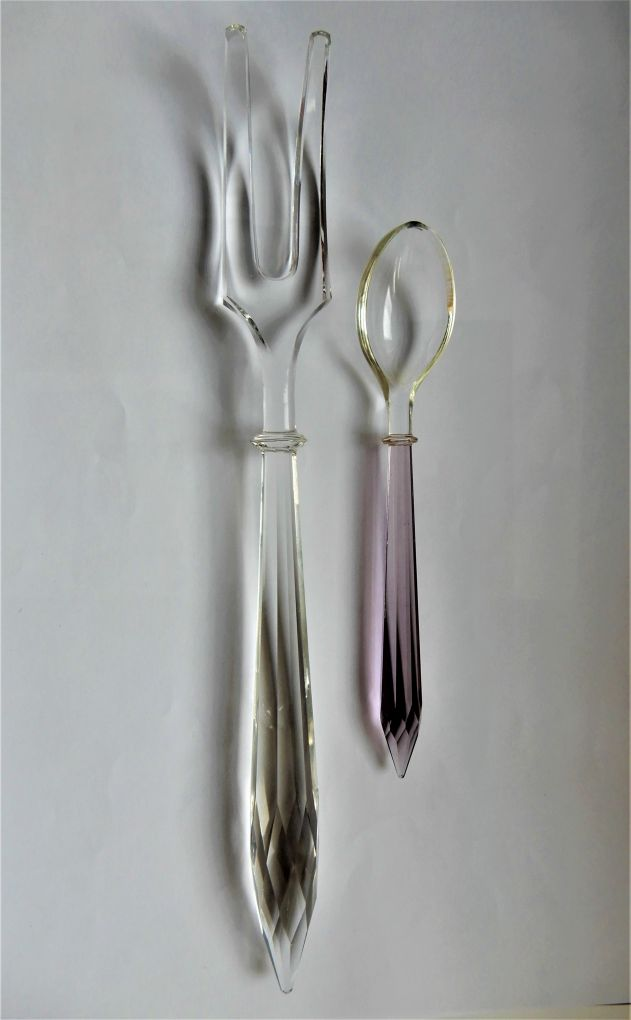
Skleněný příbor s broušenými rukojeťmi, firma bratři Feixové, Albrechtice v Jizerských horách
1930–1940

Nejstarší příbory se zhotovovaly ze dřeva, železa nebo bronzu. Ve středověku se objevily rukojeti z kosti, často  s okovanými rukojeťmi, v bohatších domácnostech ze stříbra, z broušených drahokamů nebo z mušlí. Od 18. století se rukojeti začaly dělat z porcelánu. Železo je známo z archeologických nálezů také z prostředí vojenského. Snadno však podléhalo korozi), proto bývalo nahrazováno bronzem, slitinou s niklem nebo dalšími kovy. Luxusní lžíce a vidličky ze skla sloužily, podobně jako ty kostěné, ke konzumaci pokrmů s octem. Ve 20. století se začaly vyrábět i levné příbory z hliníku. V současnosti se používají většinou příbory z nerezové oceli. Upouští se od jednorázových plastových příborů, nahrazují je příbory z bambusu, dřeva aj. V České republice byl vydán zákon č. 243/2022 Sb., o omezení dopadu vybraných plastových výrobků na životní prostředí.

### Západní vliv
Kompletní jídelní příbor ze tří částí (lžíce, nůž a vidlička) se používá především v kulturních oblastech vycházejících z tradice evropského kontinentu, které od 20. století převládly v celém světě. Odhaduje se, že evropským příborem jí asi 900 milionů lidí a asijské jídelní hůlky používá asi 1,2 miliardy lidí. Asi 4,2 miliardy lidí jí bez příboru rukama.[zdroj?]

## Prostírání na stůl
Jídelní příbory jsou při prostírání umístěny vedle talíře po obou jeho stranách a nad ním podle pořadí podávaných chodů. Blíže talíři se pokládají ty části příboru, kterými se bude jíst později. Nůž (nože) a polévková lžíce se pokládají po pravé straně a podkládá se pod ně papírový ubrousek, pokud ten není stočen či jinak naaranžován na talíři. Na jednu stranu talíře se pokládají maximálně tři kusy příboru. Pokud je menu delší, přikládají se další příbory až během stolování. Nad talíř se klade dezertní vidlička nebo vidlička a lžička.

#### Umístění
Příbor se prostírá tak, aby byl snadno a okamžitě připraven ke konzumaci daného chodu pro praváky. To znamená, že je položen na správné straně a rukojetí nejblíže k ruce. Leváci musí počítat s tím, že mají příbor položen obráceně.
- vidlička – vlevo od talíře, zuby nahoru
- nůž – vpravo od talíře, ostřím k talíři
- polévková lžíce – vpravo od talíře, dnem na stůl
- dezertní příbor (dezertní vidlička, lžička) někdy čajová lžička nebo moka – před talířem

Některé další příbory se umisťují např. na pečivový talířek (dezertní nůž), podšálek (např. kávová či moka lžička) atp.

## Speciální příbory

### Rybí příbor
Vidlička rybího příboru má kratší, ale širší zuby, nůž je bez ostří (rybu obvykle nemusíme krájet), s hrotem na konci ostří. Pomocí tohoto nože stahujeme maso z kostí, jež přidržujeme vidličkou. Když máme čisté maso na jedné straně talíře a kostičky na straně druhé (nebo je dáváme na zvláštní odkládací talířek), položíme nůž šikmo na talíř, vidličku vezmeme do pravé ruky a s její pomocí jíme jak maso, tak příkrm. Můžeme si vypomoci kouskem chleba v levé ruce. Rybí příbor se dá nahradit dvěma velkými vidličkami. Každou kostičku, která vnikne do úst, vyjmeme pomocí vidličky: kosti stále klademe na jedno a totéž místo na talíři, pokud nemáme u ruky zmíněný odkládací talířek na kosti.

### Příbory k sýru
Ke konzumaci tvrdého sýra se zakládá dezertní vidlička a nůž. Na měkký sýr postačí dezertní nůž. Sýr odkrojíme nožem, naneseme jej na kousek ulomeného chleba (který jsme eventuálně nejprve potřeli máslem) a celé sousto vkládáme do úst.

### Jiné nástroje
Speciální nástroje se používají k pokrmům, které nejsou běžné, nebo ve společnosti, kde je jejich používání tradicí, zvykem. K neběžným patří nástroj na raky (vidlička se dvěma zahnutými háčky), příbor na hlemýždě (malé kleštičky a malá dvojzubá vidlička), příbor na ústřice (malý oboustranný nůž a malá trojzubá vidlička), lžička na vybírání morku z velkých kostí, držadlo se šroubem na drůbeží stehno a také nožík (páčidlo) obvyklé v USA na otevírání skořápek vlašských ořechů (nikoli k louskání).

### Příbor na ovoce
K ovoci podáváme příbor na ovoce nebo příbor dezertní. Drobné ovoce, jako jsou maliny, ostružiny, lesní jahody a borůvky, jíme čajovou lžičkou. Jiné ovoce, jako jsou třešně, jahody, rybíz, angrešt nebo hroznové víno, jíme rukou. V tom případě přikládáme na stůl misku (fingerbowle) s vodou na omytí prstů. Ke konzumacu vinných hroznů bývá v některých zemích (např. ve Velké Británii) obvyklé servírovat nůžky určené k odstřihování stonku hroznu se třemi až deseti bobulemi.

### Skládací příbor
Cestovní příbory se užívaly od 19. století, nejčastěji měly na společné rukojeti lžíci a vidličku nebo se rukojeti snímaly.

## Asijská civilizace
V Asii jsou nejpoužívanějším jídelním nástrojem jídelní hůlky. Vyrábí se ze dřeva a mohou být zdobené různými ornamenty a znaky. Hůlky se zakládají buďto na speciální podstavec, nebo do nádoby k tomu určené. Dnes se kvůli západním fast food trendům vyrábějí i balené hůlky z plastu.